# Catharsius tridens
Catharsius tridens là một loài bọ cánh cứng trong họ Bọ hung (Scarabaeidae).